# D&G禁止香港人攝影風波

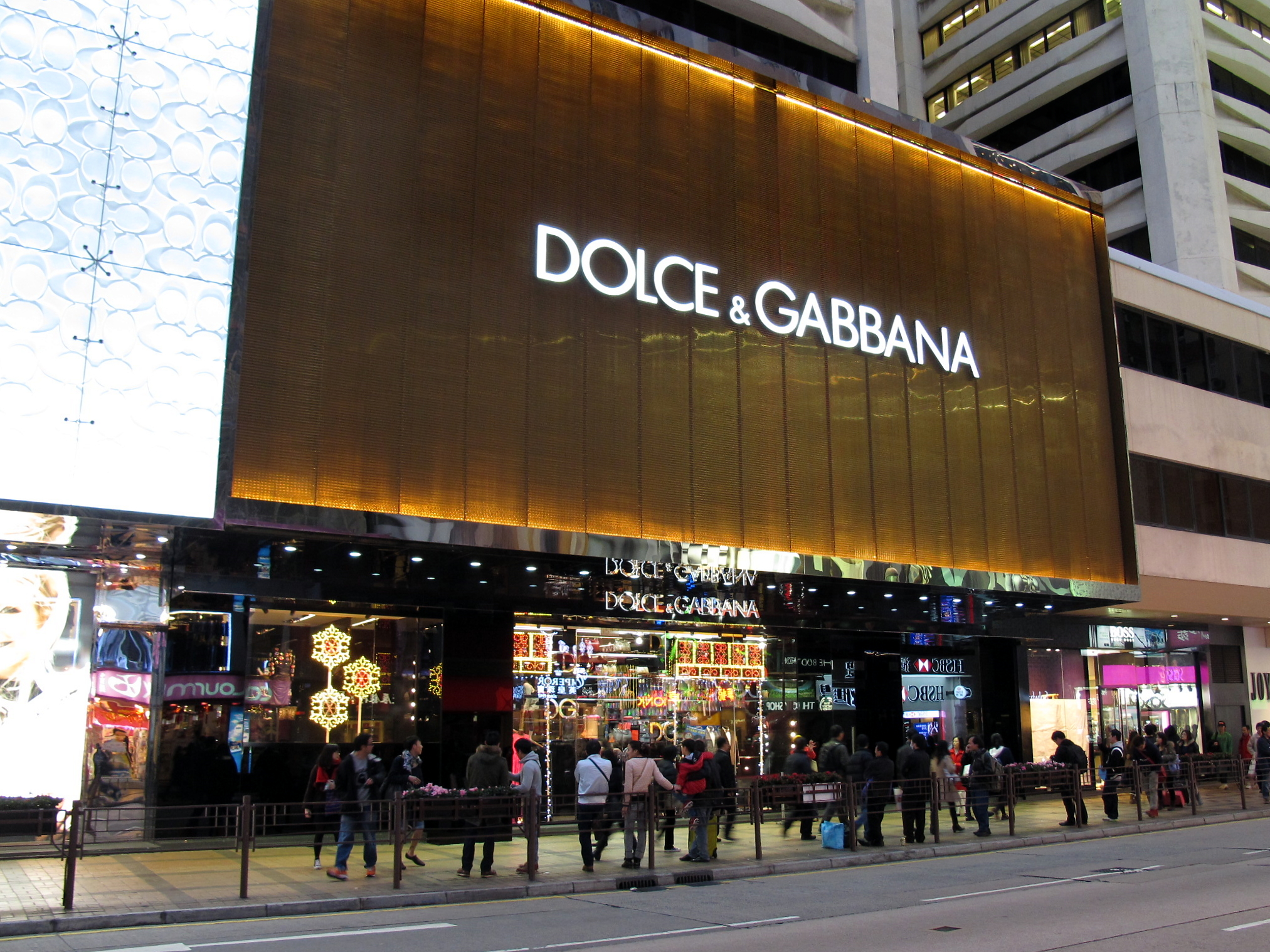
海港城杜嘉班纳分店。

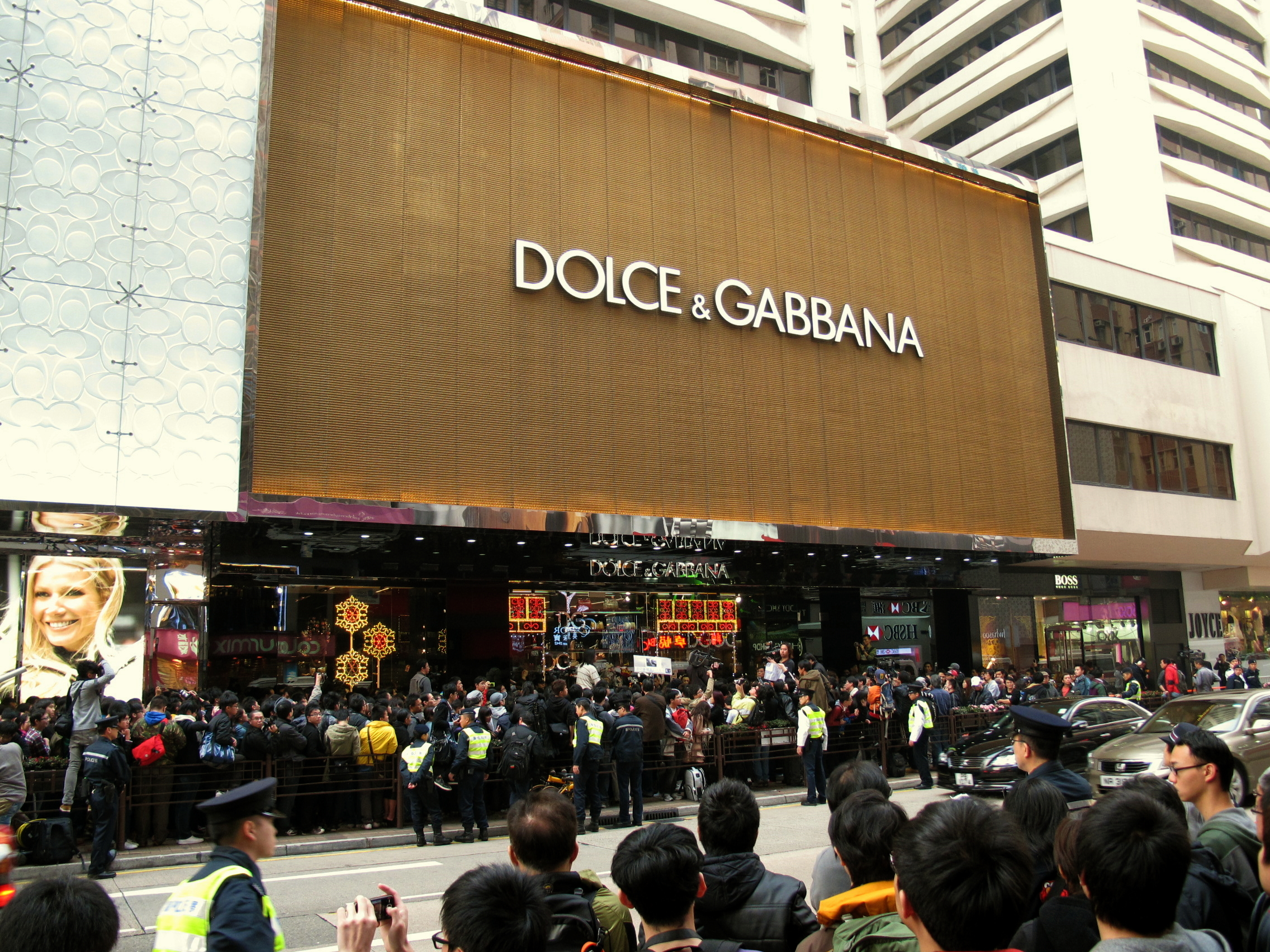
2012年1月8日，近千名人士響應社交網絡的號召，於同日下午3時到海港城杜嘉班纳分店店外聚集、攝影，抗議杜嘉班纳的無理據行為，並且要求道歉。

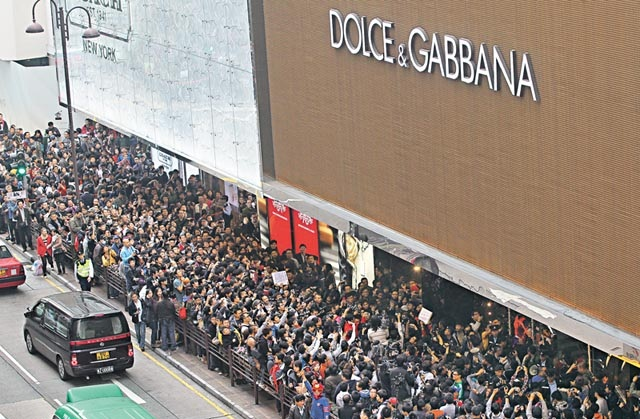
直至杜嘉班纳道歉前，海港城杜嘉班纳分店店外每日長時間都聚集了大量的人群，需要警察到場維持秩序。

D&G禁止香港人攝影風波起源於2012年1月著名意大利時裝品牌杜嘉班纳（D&G）位於香港九龍尖沙咀廣東道海港城的分店，有香港人於該分店店外的行人路上進行攝影時，被商場保安員禁止攝影及驅趕，惟准許中國大陸遊客進行攝影等不平等待遇的爭議及風波。事件引起群眾於該分店外集會、攝影及示威，最终以杜嘉班纳位於意大利米蘭的總部發表聲明道歉告終。

## 經過
2012年1月初，有網民在討論區上留言，指在海港城杜嘉班纳分店外的公眾行人路上為其女伴攝影時，被數名海港城保安員阻止及驅趕。他質疑杜嘉班納將公共地方作為「私家領土」的管制手法霸道。其後《蘋果日報》記者於杜嘉班納海港城分店和中環歷山大廈商場分店進行實地測試，同樣遭店舖職員禁止及驅趕。商場保安員指出，杜嘉班纳的招牌及櫥窗貨品均有知識產權，受到《香港法律》保護，必須獲得杜嘉班納授權才可攝影，並且指出此舉是為了「保障杜嘉班纳的權利」，但是中國大陸人則被准許。杜嘉班納回應指出，他們是「善意地勸阻」香港市民攝影，是為了防止香港人攝影該公司的商品來製造假冒產品，及防止該公司的分店店舖的櫥窗設計的版權受到侵犯。杜嘉班納表示若果是中國大陸旅客，則可以攝影。
多位律師及学者指出，杜嘉班纳所謂的原因在《香港法律》上並不成立亦毫無根據，因為店外的行人路是公共地方。香港理工大學應用社會科學系副教授何國良批評，是次為霸權主義，香港浸會大學社會工作者系講師邵家臻稱杜嘉班納為剝奪香港市民的空間，去增加尊貴客戶的私隱程度。
1月8日，近千人響應社交網絡號召──「D&G門口萬人影相活動」，於下午3時到風波起源的分店外聚集拍照，以抗議杜嘉班纳霸佔公共空間，及該公司职员對香港人和中國大陸遊客所給予的不同待遇、無理據地禁止攝影，並且要求杜嘉班纳道歉。整條廣東道兩旁行人路擠滿示威人士，高峰期有逾1,000人。集會期間，不斷有人高呼「可恥」及「道歉」。當中有示威者大灑陰司紙，及拼上「可恥」字詞，又將兩個紙紮公仔貼在該店的玻璃門。有新人於該處進行婚紗攝影，又有大學畢業生於該處拍攝畢業照片。此外，途經廣東道的私家車亦有響號回應，巴士上的乘客亦向示威者揮手。當日杜嘉班纳被迫關上店舖大門，於下午暫停營業。
同晚杜嘉班納發表聲明，「強調絕對無意冒犯任何香港市民」，但同時指出「香港傳媒報道之所有爭議性的陳述，均並非出自本公司或本公司之員工」。平等機會委員會於同日致函杜嘉班納，表示關注該公司職員被指控對香港顧客和中國大陸遊客所給予的不同待遇。後來，海港城致函《蘋果日報》，就是次風波向受影響的香港市民致歉，表示會加強培訓該分店的前線人員，以避免類似事件再次發生，又表示已經提醒商場租戶，廣東道店舖門外的行人路段屬公眾地方。此外杜嘉班納的外判保安公司亦就事件主動為該名禁止記者攝影的保安員「反應過度」而道歉。
由於杜嘉班納拒絕道歉，及多家香港傳媒的報道，此次風波一直漫延。原定於一日舉行完畢的活動，連日持續，人數不斷上升，而且每日長時間聚集大量人群，需要警察到場維持秩序。此處更成為了部份外國遊客來香港的其中一站攝影景點，電視台亦派遣攝影師及新聞報道員連日來駐守報道。
1月18日凌晨，杜嘉班纳位於意大利米蘭的總部發表聲明，指出「深切明白近日禁止港人在尖沙咀廣東道專門店外拍攝的連串事件，實在冒犯香港市民，為此深感歉意，並向大眾衷心致歉；聲明又指，以真誠款待香港市民及來自全球各地顧客乃公司一貫宗旨，並尊重各方人士的個人權利及本地法律。」有網民認為香港人成功「打得低第一間霸權」，亦有網民指出，這種遲來的「道歉」欠缺誠意，建議集會示威活動繼續，繼續於該間名店外攝影。而香港警務處就跟進了該店保安員禁止香港市民攝影時所發表的言詞是否涉及了刑事恐嚇罪行。